# PL 122
Projeto de lei da Câmara 122 de 2006, (PLC 122/2006) ou PL 122, também conhecida como lei anti-homofobia, foi um polêmico projeto de lei brasileiro apresentado pela então deputada Iara Bernardi (PT - SP). O projeto de lei tinha por objetivo criminalizar a homofobia no país e foi arquivado após passar oito anos no Senado sem obter aprovação. Era considerado por importantes juristas, entre eles dois ministros do Supremo Tribunal Federal (STF), como constitucional. A aprovação imediata de alguma legislação específica para a criminalização da homofobia é apontada como "urgentemente" necessária no país por alguns especialistas. Para algumas entidades cristãs (católicas e protestantes), o projeto fere a liberdade religiosa e de expressão, por prever cadeia (até 5 anos) para quem criticar publicamente a homossexualidade, seja qual for a razão. No entanto isso não constava no texto da lei.
O Projeto de Lei da Câmara (PLC) 122/2006 propunha a criminalização dos preconceitos motivados pela orientação sexual e pela identidade de gênero, equiparando-os aos demais preconceitos que já são objetos da Lei 7716/89. Esse projeto foi iniciado na Câmara dos Deputados, de autoria da ex-deputada Iara Bernardi e que ali tramitou com o número 5003/2001, que na redação aprovada pela Câmara propunha, além da penalização criminal, também punições adicionais de natureza civil para o preconceito homofóbico, como a perda do cargo para o servidor público, a inabilitação para contratos junto à administração pública, a proibição de acesso a crédito de bancos oficiais e a vedação de benefícios tributários.
Segundo pesquisa telefônica conduzida pelo DataSenado em 2008, com 1120 pessoas de todas as cinco regiões do Brasil, 70% dos entrevistados posicionaram-se a favor da criminalização da discriminação contra homossexuais no país. A aprovação é ampla em quase todos os segmentos, no corte por região, sexo e idade. Mesmo o corte por religião mostra uma aprovação de 54% entre os evangélicos, 70% entre os católicos e adeptos de outras religiões e 79% dos ateus. Entre aqueles entre 16-29 anos, 76% apoiaram o projeto. Ainda de acordo com a pesquisa, as pessoas com melhor nível de escolaridade tendem a ser mais favoráveis ao projeto de lei - 78% das pessoas com ensino superior e 55% das pessoas com o 4º ano da escola. No entanto, outra enquete do DataSenado, esta feita em 2009 com quatrocentos mil pessoas na internet, indicou que 51,5% dos brasileiros são contrários ao PL-122, enquanto 48,5% são favoráveis.

## Histórico
Em 7 de agosto de 2001, Iara Bernardi apresentou um projeto de lei na Câmara dos Deputados com o objetivo de criminalizar a homofobia. O projeto recebeu a denominação de PL 5003/2001. O projeto tramitou na Comissão de Constituição e Justiça (CCJ) da Câmara dos Deputados e em seguida foi encaminhado para o Plenário.
Inicialmente, o PL 5003/2001 não tinha a intenção de alterar a Lei Federal nº 7.716 de 5 de janeiro de 1989, que prevê punições para crimes resultantes de discriminação ou preconceito de raça, cor, etnia, religião ou procedência nacional. Durante a tramitação do PL 5003/2001, outros projetos foram anexados ao mesmo por terem conteúdo semelhante.
No ano de 2005, então Deputado Luciano Zica (PT - SP), relator do projeto na Comissão de Constituição e Justiça da Câmara, apresentou seu parecer no qual fez modificações ao projeto original do PL 5003. A versão que saiu da CCJ da Câmara e foi aprovada em Plenário previa várias situações nas quais se caracterizaria a homofobia e suas respectivas punições, como: a dispensa de empregados por motivo de sexo, orientação sexual e identidade de gênero (art. 4º); a proibição de ingresso ou permanência em qualquer ambiente ou estabelecimento público ou privado, aberto ao público; a recusa ou prejuízo a alguém, em sistema de seleção educacional, recrutamento ou promoção funcional ou profissional; a recusa de hospedagem, ou cobrança de sobretaxa, por parte de estabelecimentos do gênero (art. 5º); a recusa em negociar bens móveis ou imóveis com determinado sujeito por motivos discriminatórios (art. 6º); o impedimento ou restrição de manifestação de afetividade homossexual, bissexual ou transgênero, quando estas expressões e manifestações forem permitidas aos demais cidadãos (art. 7º); entre outras.
Por força do processo legislativo brasileiro, o PL 5003/2001 foi remetido ao Senado Federal e recebeu uma nova numeração, passando a ser denominado "Projeto de Lei da Câmara 122 de 2006", fazendo referência ao número da proposição e o ano em que foi recebida. O termo PLC é usado para identificar os projetos de lei ordinária que tramitam no Senado Federal e são oriundos da Câmara dos Deputados (já aprovados nesta casa) e não tem relação com projeto de lei complementar (é apenas na Câmara que se usa a sigla para designar um projeto de lei complementar). No Senado, o agora PLC 122/2006 já tramitou nas Comissões de Assuntos Sociais (CAS), está na Comissão de Direitos Humanos (CDH) e seguirá para a Comissão de Constituição, Justiça e Cidadania (CCJC) antes de ir à Plenário.
No ano de 2007, o PLC 122/2006 foi recebido pela Comissão de Assuntos Sociais e a ex-Senadora Fátima Cleide (PT - RO) foi designada para ser relatora da proposição. O seu parecer ao PLC 122 foi dado no ano de 2009, e fez novas mudanças profundas no projeto, como a inclusão da criminalização do preconceito e discriminação contra pessoas idosas e com deficiência e a retirada de vários artigos do projeto aprovado na Câmara.

### Situação em que se encontrava antes do arquivamento
O PLC 122/2006 encontra-se na Comissão de Direitos Humanos e Legislação Participativa do Senado Federal, sob relatoria do Senador Paulo Paim, desde 17.12.2012. A ex-senadora Marta Suplicy (PT - SP) chegou a apresentar uma prévia do seu parecer em maio de 2011, que não chegou a ser lido nem votado devido às polêmicas em torno do projeto.
O Senador Magno Malta (PR - ES) apresentou um requerimento, que foi aprovado na CDH do Senado, solicitando a realização de audiências públicas em torno do PLC 122 de 2006. Seriam convidados: ABGLT e filiadas, OAB, CNBB, FENASP, o pastor Silas Malafaia e o pastor Joide Miranda. Os convites foram retirados em 13.08.2012. A data da audiência não foi marcada e há a possibilidade de que, caso haja um acordo sobre o projeto, não chegue a ser realizada.
Os Senadores Marcelo Crivella (PRB - RJ), Demóstenes Torres (DEM - GO) e Marta Suplicy se reuniram para definir um novo texto ao PLC 122/2006 que agrade tanto setores do movimento LGBT quanto os religiosos.. A discussão gira em torno de uma proposta (ainda não divulgada) do senador Marcelo Crivella. O novo texto deverá ser debatido por ambas as partes interessadas e ainda será apresentado na Comissão de Direitos Humanos do Senado para ser votada.
Para tentar um acordo com as entidades religiosas que se opõem ao projeto, a senadora Marta Suplicy, relatora do PL 122 no Senado, modificou o texto para proteger cultos religiosos da criminalização. A modificação feita diz que a nova legislação "não se aplica à manifestação pacífica de pensamento decorrente da fé e da moral fundada na liberdade de consciência, de crença e de religião." No entanto, o novo texto foi reprovado por defensores dos direitos LGBT, que consideraram que a alteração descaracteriza o objetivo original da lei, e ainda não foi suficiente para conquistar o apoio da bancada evangélica no parlamento. O PL 122 seria votado na Comissão de Direitos Humanos do Senado no dia 8 de dezembro de 2011, mas sua votação acabou adiada.

## Texto que foi discutido
Por ter sido aprovado na Comissão de Assuntos Sociais e por força do regimento interno do senado brasileiro, o texto antigo do PLC 122 (originário da Câmara) perdeu sua validade, apesar de ser erroneamente tido como ainda válido, algo que causa confusão entre aqueles que não acompanham a tramitação do projeto. O texto que é debatido é o previsto no relatório de Fátima Cleide e aprovado na CAS do Senado:
| “ | Altera a Lei nº 7.716, de 5 de janeiro de 1989, e o § 3º do art. 140 do Decreto-Lei nº 2.848, de 7 de dezembro de 1940 – Código Penal, para punir a discriminação ou preconceito de origem, condição de pessoa idosa ou com deficiência, gênero, sexo, orientação sexual ou identidade de gênero, e dá outras providências. Art. 1º A ementa da Lei nº 7.716, de 5 de janeiro de 1989, passa a vigorar com a seguinte redação: “Define os crimes resultantes de discriminação ou preconceito de raça, cor, etnia, religião, origem, condição de pessoa idosa ou com deficiência, gênero, sexo, orientação sexual ou identidade de gênero.” (NR) Art. 2º A Lei nº 7.716, de 5 de janeiro de 1989, passa a vigorar com as seguintes alterações: “Art. 1º Serão punidos, na forma desta Lei, os crimes resultantes de discriminação ou preconceito de raça, cor, etnia, religião, origem, condição de pessoa idosa ou com deficiência, gênero, sexo, orientação sexual ou identidade de gênero.” (NR) "Artigo 4º: Praticar o empregador, ou seu preposto, atos de dispensa direta ou indireta. Pena: reclusão de 2 a 5 anos." Artigo 8º-A: Impedir ou restringir a expressão e a manifestação de afetividade em locais públicos ou privados abertos ao público, em virtude das características previstas no artigo 1º desta lei. Pena: reclusão de dois a cinco anos. Artigo 8º-B: Proibir a livre expressão e manifestação de afetividade do cidadão homossexual, bissexual ou transgênero, sendo estas expressões e manifestações permitidas aos demais cidadãos ou cidadãs. Pena: reclusão de dois a cinco anos. “Art. 8º Impedir o acesso ou recusar atendimento em restaurantes, bares ou locais semelhantes abertos ao público. Pena: reclusão de um a três anos. Parágrafo único: Incide nas mesmas penas aquele que impedir ou restringir a expressão e a manifestação de afetividade em locais públicos ou privados abertos ao público de pessoas com as características previstas no art. 1º desta Lei, sendo estas expressões e manifestações permitida às demais pessoas.” (NR) Artigo 16º, parágrafo 5ª: O disposto neste artigo envolve a prática de qualquer tipo de ação violenta, constrangedora, intimidatória ou vexatória, de ordem moral, ética, filosófica ou psicológica. “Art. 20. Praticar, induzir ou incitar a discriminação ou preconceito de raça, cor, etnia, religião, origem, condição de pessoa idosa ou com deficiência, gênero, sexo, orientação sexual ou identidade de gênero. Pena: reclusão de um a três anos e multa.” (NR) Art. 3º O § 3º do art. 140 do Decreto-Lei nº 2.848, de 7 de dezembro de 1940 – Código Penal, passa a vigorar com a seguinte redação: “§ 3º Se a injúria consiste na utilização de elementos referentes a raça, cor, etnia, religião, origem, condição de pessoa idosa ou com deficiência, gênero, sexo, orientação sexual ou identidade de gênero: ………………………………………………………” (NR) Art. 4º Esta Lei entra em vigor na data de sua publicação." Senado Federal, Tramitação do PLC 122/06, parecer da CAS | ” |

## Controvérsias

### Apoio

Alexandre Ivo, torturado e morto aos 14 anos de idade por três homens em São Gonçalo, no Rio de Janeiro. O PL 122 chegou a ser chamado de "Lei Alexandre Ivo".

Alguns especialistas afirmam que uma legislação específica para a criminalização da homofobia se faz "urgentemente" necessária no Brasil diante da inexistência de leis que tratem da discriminação por orientação sexual e dos picos de violência. Na mesma perspectiva, em novembro de 2010, entidades LGBT e deputados promoveram um ato na avenida Paulista, em São Paulo, pela aprovação do PL 122/06, após episódios emblemáticos de agressões a homossexuais naquela mesma avenida e no Rio de Janeiro. Segundo eles, o PLC 122 não acrescenta direitos, visto que a Constituição Federal já prevê (art. 3º, inc. IV; art. 5º inc. XLI) a proibição de todas as formas de discriminação. Alegam também que o PLC 122 visa apenas alterar legislação já existente, principalmente a Lei nº 7.716/89, que dispõe sobre os crimes resultantes de racismo e outras discriminações, acrescentando a proteção dos atributos gênero, sexo, orientação sexual e identidade de gênero. Desse modo, a discriminação por orientação sexual ou identidade de gênero receberia o mesmo tratamento que a discriminação por raça, procedência nacional ou religião.
Especialistas entrevistados pelo jornal Folha de S.Paulo, entre eles personalidades notáveis como o ministro do Supremo Tribunal Federal (STF), Marco Aurélio Mello, foram unânimes ao afirmar que o projeto de lei não ameaça o princípio de liberdade de expressão, não cria um crime novo e é constitucional. Recentemente, o ministro Ayres Britto do STF, também em entrevista à Folha, afirmou que é favorável a algum projeto de lei que criminalize a homofobia, como já ocorre com outros discursos de ódio. "O homofóbico exacerba tanto o seu preconceito que o faz chafurdar no lamaçal do ódio. E o fato é que os crimes de ódio estão a meio palmo dos crimes de sangue", afirmou Britto.

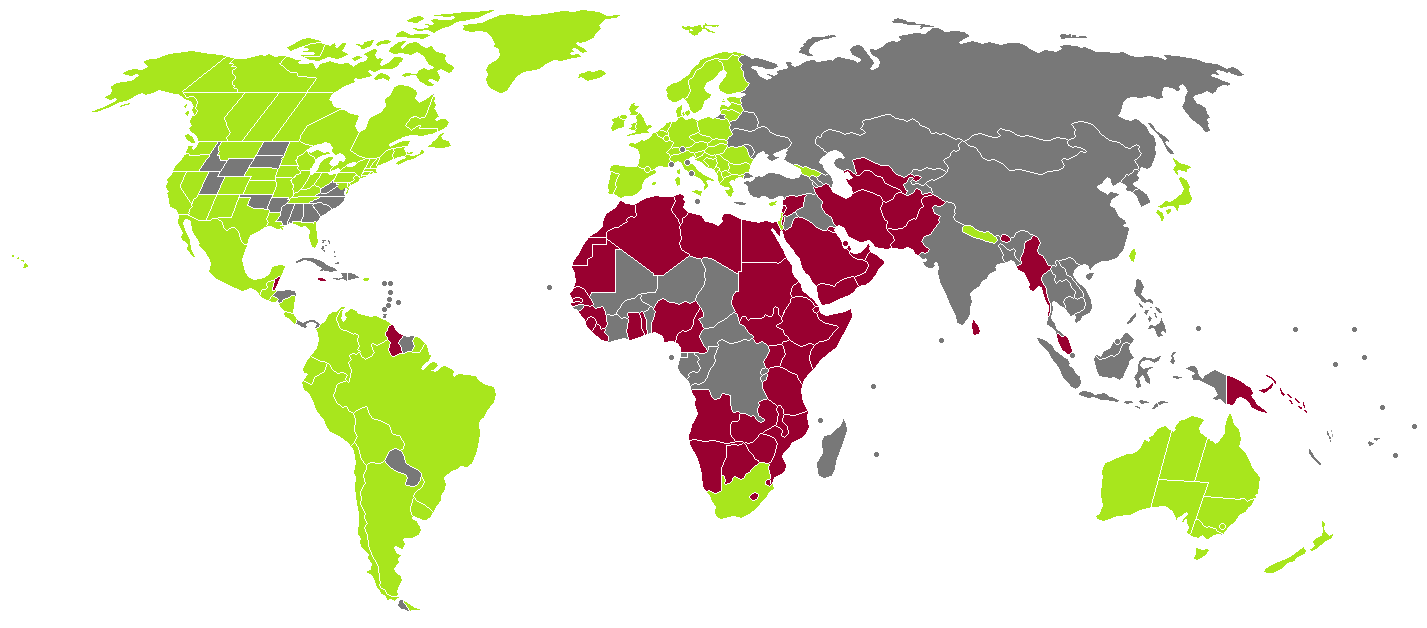
Leis antidiscriminação baseada na orientação sexual em todo o mundo.
Países com leis anti-discriminação
Países onde a homossexualidade é ilegal
Sem dados/Legislação ambígua

Para o senador Eduardo Suplicy (PT-SP) o projeto é "um dos mais revolucionários desta Casa (Senado), porque ele nos dá muito claramente a noção do respeito que temos que ter por qualquer ser humano, seja ele quem for." O deputado Jean Wyllys também declarou seu apoio ao projeto de lei. "O que a gente precisa é de uma lei que equipare a homofobia ao racismo e ao anti-semitismo e é isso que o projeto original faz".
O desembargador do Tribunal de Justiça de São Paulo, Walter Maierovitch, é contrário à criminalização da homofobia por avaliar que isso não reduziria a violência, como aconteceu quando os países proibiram o uso de entorpecentes, por exemplo. No entanto, Maierovitch fez uma ressalva: "Ainda que eu não acredite que criminalizando se vá reduzir o número de casos, estamos em um estágio perigoso que legitima, sim, a criminalização. É pela educação e por mudanças culturais que isso se resolve, mas esses bandos têm saído impunes e não dá para a sociedade ficar sem uma resposta." A advogada Adriana Galvão, presidente da comissão de Diversidade Sexual e Combate à Homofobia da Ordem dos Advogados do Brasil (OAB) de São Paulo, também apoia o projeto, justamente pela falta de leis específicas que criminalizem crimes homofóbicos. "Não há o Estatuto do Idoso, o ECA (Estatuto da Criança e do Adolescente), a Lei Maria da Penha? Precisamos sim de uma lei que proteja o homossexual, pois está em grupo que é vitimizado –inúmeras vezes, verbalmente, mas é disso que deriva uma agressão física", afirmou Galvão.
O advogado Ives Gandra da Silva Martins, especialista em direito constitucional, afirma que "apesar de não ver qualquer inconstitucionalidade no projeto de lei", tem receios quanto aos efeitos do projeto, dizendo que explicitar demais o problema pode levar à discriminação às avessas, como, por exemplo, uma possível proibição de leituras de "textos sagrados" que criticam a prática homossexual.

### Críticas

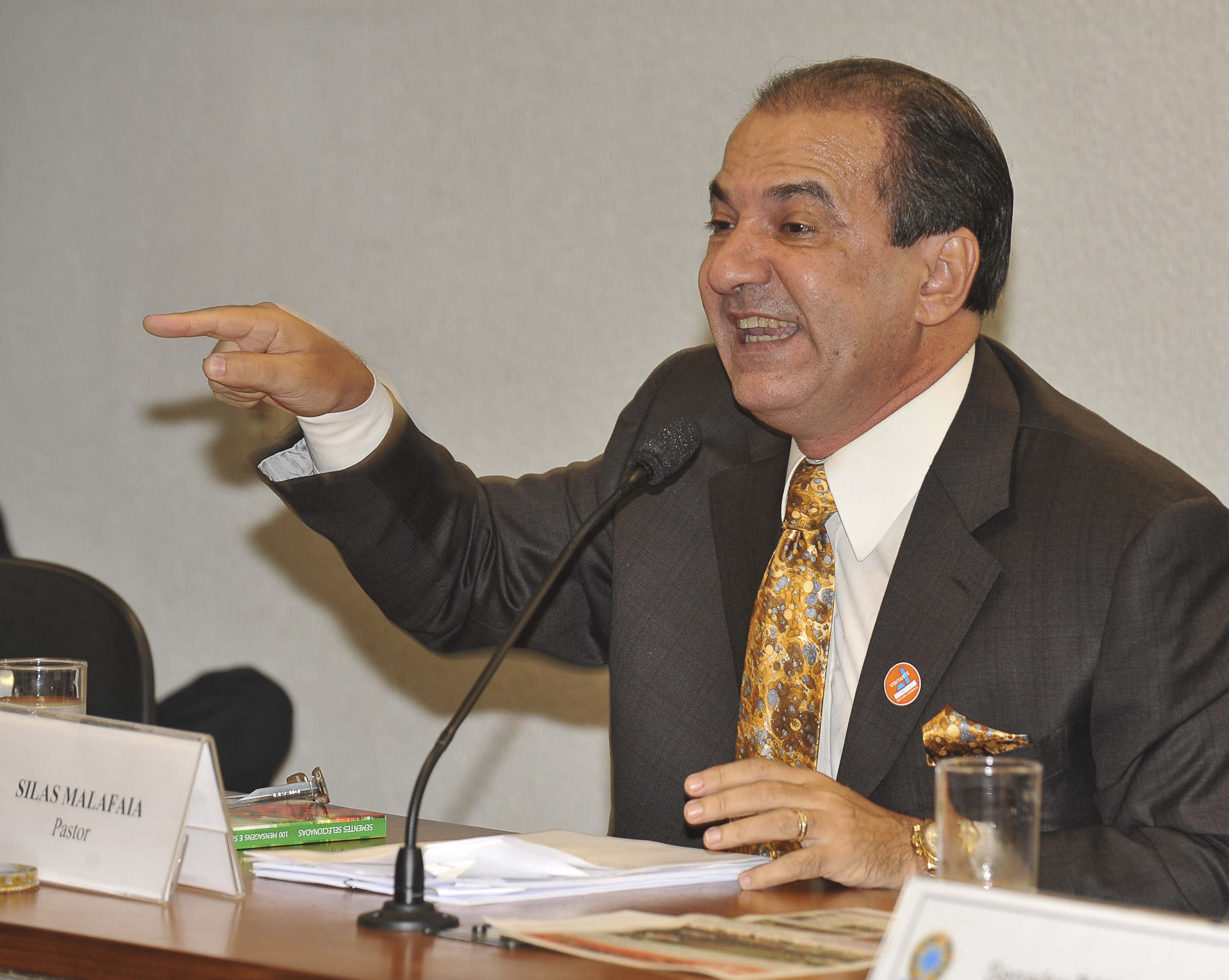
O pastor pentecostal Silas Malafaia, um dos principais opositores dos direitos LGBT, durante audiência pública na Comissão de Direitos Humanos e Legislação Participativa do Senado.

Alguns grupos, de maioria cristãos (católicos e protestantes), se opõem ao texto do PLC-122 alegando que este fere o princípio de liberdade de expressão. Tais grupos afirmam que, da forma como o projeto era redigido, qualquer manifestação criticando a conduta dos homossexuais poderia ser caracterizada como discriminação ou preconceito. Cristãos afirmam que o projeto fere a liberdade religiosa e cria uma casta privilegiada. Um abaixo-assinado com mais de 1 milhão de assinaturas contra o PLC-122 foi entregue ao presidente do Senado.
Em 1 de junho de 2011, mais de 25 mil protestantes e católicos protestaram em frente ao Congresso Nacional do Brasil contra o PLC-122. No mesmo dia, no programa Manhã no Parlamento da Rádio Câmara, o pastor Silas Malafaia, da Assembleia de Deus, acusou o PL 122 de criar privilégios para os homossexuais de forma inconstitucional, dizendo "Existe uma diferença gritante entre criticar uma determinada conduta e discriminar pessoas" e ainda "O que eles não suportam é a crítica". Na Marcha para Jesus de 2011, Silas Malafaia criticou a aprovação da união estável entre pessoas de mesmo sexo, orientando seus fiéis a não votarem em parlamentares defensores do PL 122. Segundo Malafaia, este dispositivo (o PL 122) abre um precedente que criminaliza a conduta de um pastor que, por questão de princípios, impedisse a ocorrência ou o prosseguimento manifestações homoafetivas no interior de seu estabelecimento religioso.
O Exército Brasileiro também manifestou preocupação com a eventual aprovação do projeto. Os comandantes que procuraram o senador Marcelo Crivella temem que a lei os obrigue a mudar a atual postura da instituição, o que passaria a ser considerado um crime de discriminação com a aprovação da legislação.